# Famille Légasse
Pour les articles homonymes, voir Legasse.

Blason de la famille Légasse.

La famille Légasse est une famille française originaire du Pays basque, et l'une des plus importantes familles du début XXe siècle à Saint-Pierre-et-Miquelon.

## Histoire
La famille Légasse est originaire de Sare, puis de Bassussarry, dans les Pyrénées-Atlantiques. Dès le XVIIe siècle, des Légasse sont présents à Terre-Neuve pour des campagnes de pêche.
En 1905, lors des débats concernant la loi de séparation des Églises et de l'État à Saint-Pierre-et-Miquelon, la famille Légasse publie La Vigie, qu’elle édite depuis peu, et y diffuse ses prises de position conservatrice et opposée à la laïcité.
La famille était autrefois propriétaire du château Légasse, une maison de maître construite en 1900 à Saint-Pierre. Si le château Légasse n’existe plus, la rue du château à Saint-Pierre lui doit toujours son nom.

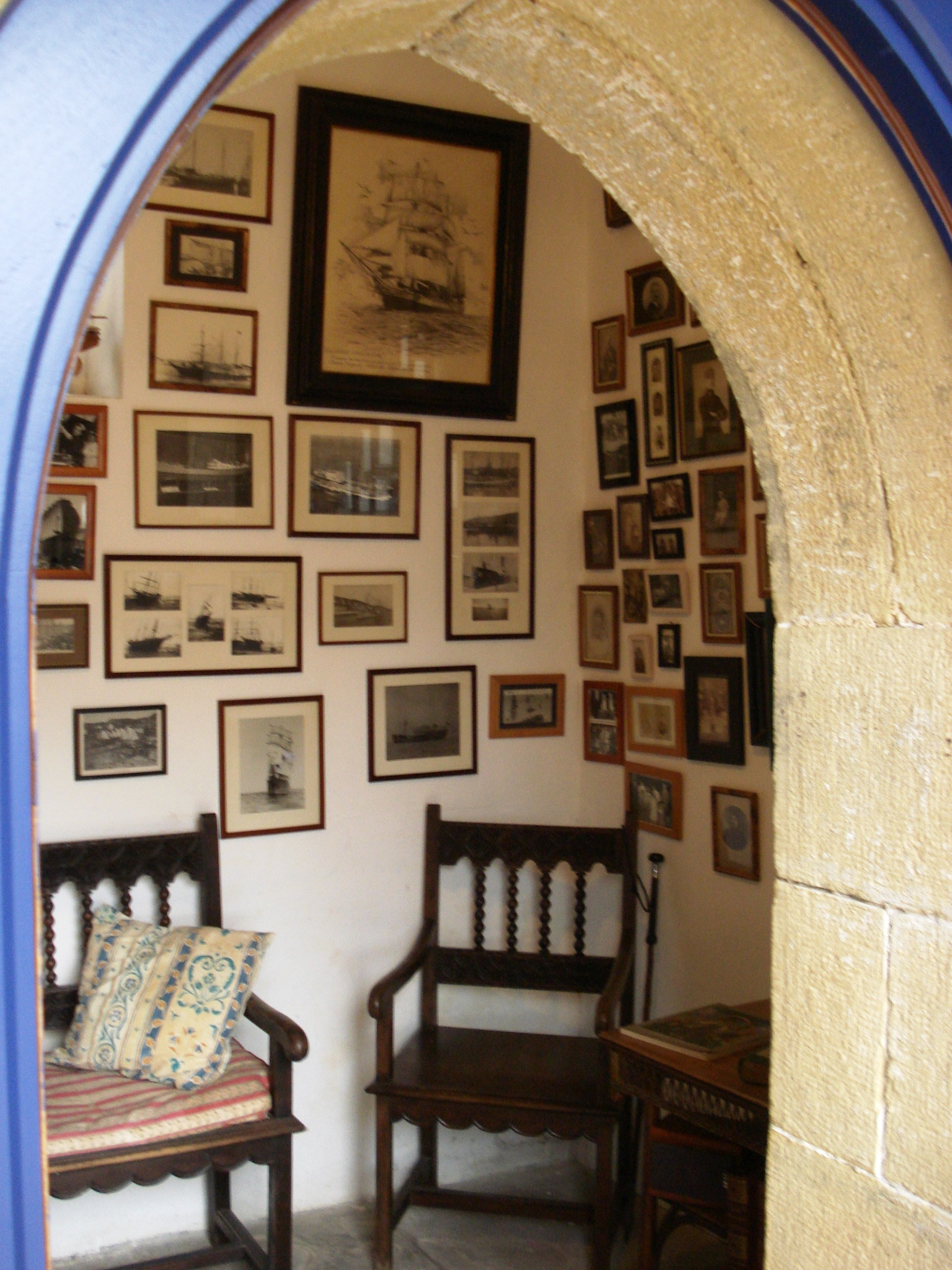
Musée des Légasse dans la Villa mauresque.

## Filiation
- -     - Pierre Légasse (1827 à Bassussarry (Pyrénées-Atlantiques) - 1873 disparu en mer au large de Saint-Pierre-et-Miquelon), armateur au Canada et à Saint-Pierre-et-Miquelon[2],[5], dont :
      - Saint-Martin Légasse (1855- ), négociant, armateur, conseiller général des îles Saint-Pierre et Miquelon (circonscription de Miquelon)[6] ;
      - Christophe-Louis Légasse (1859-1931), évêque de Périgueux[4] ;
      - Arnaud Légasse (1867-1956), armateur, fondateur de la banque de Saint-Pierre-et-Miquelon et cofondateur de la Morue française, officier de la Légion d’honneur ;
      - Louis Légasse (1870-1939), armateur, dont :
        - Ferdinand Légasse (1912-2000), armateur, fondateur de la Compagnie Générale de Pêche[2] ;
        - Marc Légasse (1918-1997), armateur, écrivain, militant politique basque, dont :
          - Périco Légasse (1959- ), journaliste et chroniqueur gastronomique, marié avec Natacha Polony.

- Martin Légasse, directeur général de la société La Morue française[7] (non rattaché).
- Jean Légasse (-1937), responsable de la société La Morue française à Saint-Pierre-et-Miquelon[8]. Plusieurs personnalités du sud-ouest de la France sont présentes à ses obsèques, dont Joseph Urtasun et René Delzangles[9]. Il est maire de Bidart durant 21 ans[10] (non rattaché).
- Joseph Légasse, armateur et maire de Bidart (non rattaché).

## Personnalités
- Saint-Martin Légasse (1855- ), négociant, armateur, conseiller général des îles Saint-Pierre et Miquelon (circonscription de Miquelon),  fondateur de la Banque des Iles de Saint-Pierre et Miquelon[11]
- Christophe-Louis Légasse (1859-1931), évêque de Périgueux[4]
- Louis Légasse (1870-1939), armateur de pêche[4],[1],[3]
- Marc Légasse (1918-1997), armateur, écrivain, militant politique basque
- Simon Légasse (1926-2009), prêtre catholique, bibliste et exégète (non rattaché)
- Périco Légasse (1959-), journaliste et chroniqueur gastronomique, marié à Natacha Polony[12]

## Bateaux
La famille Légasse a possédé plusieurs bateaux. Parmi eux :
- Le « Zazpiak bat », dernier de la flottille, sombre à Marseille dans un incendie survenue en 1945[2].
- Le « Croizine », perdu en mer près des Sables-d’Olonne en 1900[13].
- Le « Cousins-Réunis », goélette perdue en mer au large de Terre-Neuve le 3 mars 1905. Selon L’Humanité, 200 personnes étaient à bord. Le croiseur Troude est envoyé sur place à la recherche du bateau, sans succès[14].
- Le « Mulhouse », piraté à proximité des côtes canadiennes en juin 1924[7].
- Le « Saint Martin Légasse », chalutier morutier à moteur diesel[15].